# Huyayy ibn Achtab
Huyayy ibn Achtab (arabisch حيي بن أخطب, DMG Ḥuyaiy b. Aḫṭab) war zur Zeit des Religionsstifters Mohammed der Anführer der jüdischen Banu Nadir (Banū ’n-Naḍīr) in Yathrib, dem heutigen Medina. Huyayy ibn Achtab hatte eine Tochter mit Barra bint Samawal: Safiyya bint Huyayy, welche nach dem Sieg über die Banu Nadir eine der Frauen Mohammeds wurde. Barra bint Samawal stammte aus einer angesehenen jüdischen Familie, aus dem ebenfalls in Yathrib ansässigen Stamm der Banu Quraiza. Die Banu Nadir wurden von Mohammed nach Chaibar vertrieben (Mohammed berichtete, dass er sie angriff, da er eine Botschaft vom Himmel bekommen hätte, dass die Nadir ihn während der Verhandlungen um eine Blutschuld, an denen sie sich beteiligen sollten, umbringen wollten). Huyayy war, nach der Vertreibung, einer der Initiatoren der Grabenschlacht und wurde zusammen mit den Männern der schon erwähnten Banu Quraiza umgebracht, nachdem sie ihn verraten hatten. Ibn Hischām, Mohammeds Biograph, nannte Huyayy einen „Gottesfeind“, da dieser ein großer Gegner Mohammeds war.